# 주룽포구

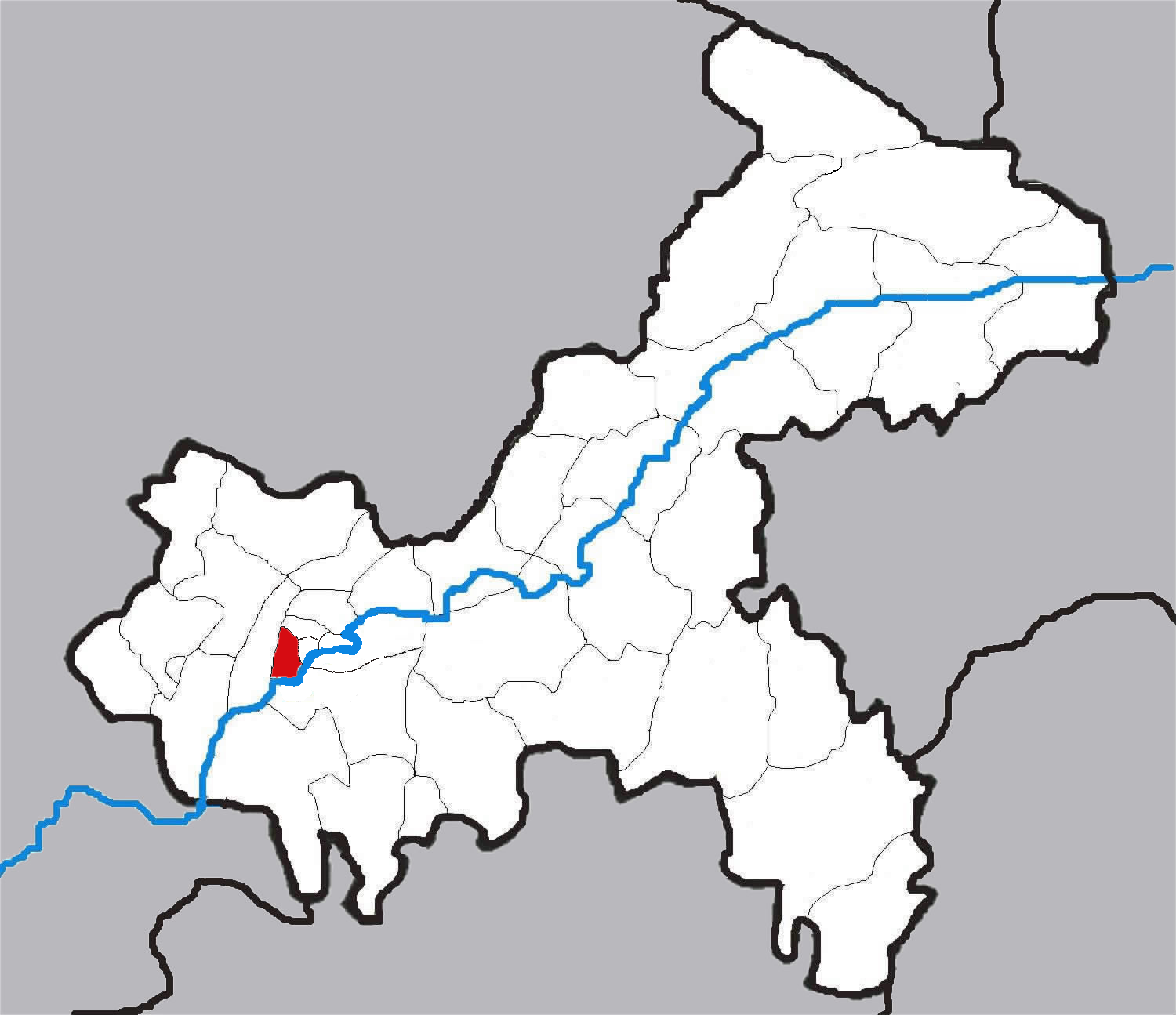
주룽포 구의 위치

주룽포구(한국어: 구룡파구,중국어: 九龙坡区, 병음: Jiǔlóngpō Qū)는 중화인민공화국 충칭시의 행정구역이다. 넓이는 432km2이고, 인구는 2007년 기준으로 약 790,000명이다.

## 기후
연평균 기온은 18.4°C이고 극최고기온은 42.2°C, 극최저기온은 -2.4°C이다. 연평균 강수량은 1151.5mm이고 연평균습도는 80%이다.

## 행정 구역
7개 가도, 11개 진을 관할한다.
- 가도：杨家坪街道、黄桷坪街道、谢家湾街道、石坪桥街道、石桥铺街道、中梁山街道、渝州路街道。
- 진 : 九龙镇、华岩镇、含谷镇、金凤镇、白市驿镇、走马镇、石板镇、巴福镇、陶家镇、西彭镇、铜罐驿镇。